# Konrad Ameln
Konrad Ameln (ur. 6 lipca 1899 w Neuss, zm. 1 września 1994 w Lüdenscheid) – niemiecki muzykolog, dyrygent chóralny i pedagog.

## Życiorys
Studiował u Friedricha Ludwiga na uniwersytecie w Getyndze (1919–1921) oraz u Wilibalda Gurlitta na uniwersytecie we Fryburgu Bryzgowijskim (1921–1924). W 1924 roku uzyskał tytuł doktora na podstawie dysertacji Beiträge zur Geschichte der Melodien „Innsbruck, ich muss dich lassen” und „Ach Gott, von Himmel sieh darein”. W latach 1924–1926 pracował jako konsultant muzyczny w bibliotece miejskiej w Lipsku. Od 1930 do 1939 roku prowadził wykłady z protestanckiej muzyki kościelnej na uniwersytecie w Münsterze. Był współzałożycielem i w latach 1935–1973 dyrektorem Lüdenscheider Musikvereinigung. Wykładał w Landeskirchenmusikschule w Hanowerze (1947–1948) i w Landeskirchenmusikschule Rheinland (1949–1957). Dyrygował chórami i orkiestrą kameralną, organizował wydarzenia muzyczne.
W swojej pracy badawczej zajmował się muzyką ewangelicką w Niemczech. Od 1932 roku wspólnie z Christhardem Mahrenholzem i Wilhelmem Thomasem redagował Handbuch der deutschen evangelischen Kirchenmusik. Opublikował m.in. prace Leonhard Lechner (Lüdenscheid 1957) i The Roots of German Hymnody of the Reformation Era (St. Louis 1964).